# Loi constitutionnelle australienne de 1990
Lire en ligne

(en) Site officiel

La Loi constitutionnelle australienne de 1990 (en anglais : Australian Constitution (Public Record Copy) Act 1990) est une loi adoptée en 1990. Le but de cette loi est d'autoriser le Commonwealth d'Australie à conserver la version originale de la Loi constitutionnelle de 1900 sur le Commonwealth d'Australie, que le gouvernement britannique avait prêté pour la célébration du bicentenaire de la présence britannique en Australie.

## Compléments